# 쿠인테슨
쿠인테슨(Quintessons)은 트랜스포머의 세력 중 하나이자 외계 종족이다. 휘하로 샤크티콘이라는 파벌 군대를 가지고있다.

## 상세
열세 명의 최초의 트랜스포머들 중 쿠인터스 프라임에 의해 창조되었으며 트랜스포머: 더 무비에서 처음으로 등장한다. 이들은 트랜스포머의 창조주들이다.
열세 명의 최초의 트랜스포머들의 시대 이후 사이버트론을 침공해 식민지로 삼았으며 시대가 흐르면서 쿠인테슨의 지배에서 벗어나고자 트랜스포머들 중 센티넬 프라임은 트랜스포머들을 이끌고 반란을 일으켜 이들을 내쫓고, 사이버트론의 황금시대를 열었다.